# Une belle fille comme moi
Une belle fille comme moi (Brasil: Uma Jovem Tão Bela Como Eu / Portugal: Uma Bela Rapariga) é um filme francês de 1972, dirigido por François Truffaut, baseado em livro homônimo escrito por Henry Farrell. O filme é estrelado por Bernadette Lafont.